# Foster (filme)
Foster, também intitulado como Angel in the House (bra: O Menino de Ouro ou Um Presente Especial), é um filme britânico de comédia dramática de 2011 escrito e dirigido por Jonathan Newman, baseado em seu curta-metragem de 2005. Parte dele foi gravado na Legoland Windsor, em abril de 2010. No elenco as estrelas de cinema vencedoras do Globo de Ouro Toni Collette, Ioan Gruffudd, Richard E. Grant, vencedora do BAFTA Award Hayley Mills e Maurice Cole.

## Sinopse
Alguns anos depois da morte de seu filho, o casal Collette e Gruffudd decide adotar uma criança. Um dia, um menino de 7 anos, Eli (Cole), chega inesperadamente em sua porta dizendo ser da agência de adoção. Eli usa um terno e tem um vocabulário rebuscado, para uma criança. A partir de então, Eli transforma a vida desse jovem casal.

## Elenco
- Toni Collette como Zooey
- Ioan Gruffudd como Alec
- Maurice Cole como Eli
- Hayley Mills como Sra. Lange
- Richard E. Grant como Sr. Potts
- Anne Reid como Diane
- Daisy Beaumont como Sarah
- Bobby Smalldridge como Samuel
- Tim Beckman como Jim
- Haruka Kuroda como Tradutora

## Produção
Foster, o curta-metragem, que estreou na HBO e BBC em 2007. Ele ganhou Melhor Filme, Melhor Ator (para Preston Nyman), Prêmio Especial do Júri e Melhor Roteiro no Festival Internacional de Cinema de Braga em Portugal. O filme rendeu a Newman uma indicação ao Prêmio Novo Cineasta da BBC Three. Foi também nomeado para Melhor Filme no Festival de Cinema de Rhode Island, em 2006.
Após o sucesso do curta, Peter Farrelly dos irmãos Farrelly se interessou pelo desenvolvimento de um longa-metragem que o filme acabou por ser produzido por Bend it Like Beckham produtor Deepak Nayar. Gravação posteriormente começou na primavera de 2010, durante seis semanas em locações em Londres.

## Lançamento
O filme estreou em 18 de outubro de 2011 no Festival de Cinema de Roma e está prevista para uma versão teatral de 2012.
Na Sessão da Tarde, da Rede Globo, o filme foi intitulado como "Um Presente Especial" exibido pela primeira vez em 23 de setembro de 2014.

## Resposta da crítica

### Festival de Cinema de Rhode Island, 2013
Foster ganhou Melhor Longa-Metragem (Júri Juventude Awards) no Rhode Island Film Festival, 2013 

### Festival de Cinema de Roma
O filme foi recebido com críticas positivas, com site de resenhas de cinema italiano Persinsala chamando-o de uma "comédia doce e comovente com um final feliz" e elogiando o desempenho de Cole, "pegou na pele de uma criança - incrivelmente madura para sua idade."